# Пюгаярве (волость)
Пю́гаярве (ест. Pühajärve vald) — колишня волость в Естонії, адміністративна одиниця самоврядування в повіті Валґамаа з 1992 по 1999 рік.

## Населені пункти
Адміністративний центр — село Отепяе.
На території самоврядування розташовувалося 21 село (küla):
Арула (Arula), Вана-Отепяе (Vana-Otepää), Відріке (Vidrike), Ілм'ярве (Ilmjärve), Кассіратта (Kassiratta), Кастолатсі (Kastolatsi), Каурутоотсі (Kaurutootsi), Койґу (Koigu), Кяеріку (Kääriku), Мяга (Mäha), Мяґестіку (Mägestiku), Мярді (Märdi), Нюплі (Nüpli), Отепяе (Otepää), Педаямяе (Pedajamäe), Пілкузе (Pilkuse), Пюгаярве (Pühajärve), Раудсепа (Raudsepa), Сігва (Sihva), Тиутсі (Tõutsi), Труута (Truuta).

## Історія
31 жовтня 1991 року Отепяеська сільська рада перейменована на Пюгаярвеську.
5 березня 1992 року Пюгаярвеська сільська рада перетворена у волость зі статусом самоврядування.
4 червня 1992 року адміністративний центр волості перенесений з міста Отепяе до села Отепяе.
17 березня 1999 року Уряд Естонії постановою № 100 затвердив утворення нової адміністративної одиниці — волості Отепяе — шляхом об'єднання міста-муніципалітету Отепяе та волості Пюгаярве. Зміни в адміністративно-територіальному устрої, відповідно до постанови, мали набрати чинності з дня оголошення результатів виборів до волосної ради нового самоврядування. 22 жовтня 1999 року офіційно утворенна волость Отепяе, місто Отепяе та волость Пюгаярве вилучені з «Переліку адміністративних одиниць на території Естонії».